# Jão
João Vitor Romania Balbino (Américo Brasiliense, 3 de novembro de 1994), mais conhecido como Jão, é um cantor e compositor brasileiro. Ele começou sua carreira musical em 2016, postando covers de canções no aplicativo de compartilhamento de vídeos YouTube. Ele chamou a atenção dos produtores Pedro Dash e Marcelinho Ferraz, o que o levou a assinar um contrato com a Head Media, selo da Universal Music Group. Ele lançou seu single de estreia, "Dança pra Mim" (com Pedrowl), em novembro de 2016. O extended play (EP) de estreia de Jão intitulado Primeiro Acústico foi lançado em junho de 2018, seguido por seu primeiro álbum de estúdio, Lobos, em agosto do mesmo ano.
A descoberta de Jão veio quando seu single "Imaturo" recebeu um reconhecimento significativo. Seu segundo álbum de estúdio, Anti-Herói, foi lançado em outubro de 2019, e foi apoiado pelos singles "Enquanto Me Beija" e "Essa Eu Fiz pro Nosso Amor". O álbum estreou todas as suas 10 faixas no top 200 do Spotify Brasil. Seu terceiro álbum de estúdio, Pirata, foi lançado em outubro de 2021. O single "Idiota" foi a canção do álbum que mais se destacou, alcançando a segunda posição nas rádios pop do Brasil e o top 20 na parada de singles de Portugal. No Grammy Latino de 2022, Pirata foi indicado para Melhor Álbum Pop Contemporâneo em Língua Portuguesa, enquanto "Idiota" foi indicada para Melhor Canção em Língua Portuguesa. Ele lançou seu quarto álbum, Super, em 14 de agosto de 2023.
Entre seus prêmios, Jão ganhou três MTV Miaw Brasil, um Prêmio Multishow de Música Brasileira, um Troféu Imprensa e Internet e recebeu quatro indicações ao Grammy Latino, uma no MTV Europe Music Awards e duas no Nickelodeon Kids' Choice Awards.

## Biografia
João Vitor Romania Balbino nasceu em 3 de novembro de 1994, no município de Américo Brasiliense, interior de São Paulo. Filho mais novo de Maria Catarina Romania e Carlos Alberto Balbino, possui uma irmã, a médica Isabela. O apelido "Jão" veio de sua irmã, que o chamava por esse nome desde quando eram crianças. Jão foi criado em uma família que fala abertamente sobre sentimentos, o que o cantor considera como um dos fatores responsáveis pelo tom sentimental de suas composições. Durante sua infância, Jão possuía como referências artísticas a cantora Marisa Monte e o cantor Cazuza, que lhe influenciaram a mostrar seu talento em apresentações no teatro da escola e fazer aulas de instrumentos como violão, teclado e flauta. Em seguida, começou a compor e produzir sozinho em seu quarto no interior de São Paulo. Aos 17 anos, se mudou para cidade de São Paulo para fazer faculdade de Publicidade e Propaganda na Universidade de São Paulo (USP), chegando a cantar em bares e karaokês para conseguir dinheiro. O incentivo de iniciar uma carreira profissional na música, veio dos amigos Pedro Tófani e Renan Silva, que ajudaram o cantor a fazer vídeos para o YouTube. Em entrevista, o cantor disse que o bullying que sofria na escola foi o motivo decisivo para se tornar cantor. Seu primeiro álbum, Lobos, foi lançado no mesmo ano em que se formou na faculdade, com TCC sobre o funk carioca e a cantora Anitta.

## Carreira

### 2016–2018: Início da carreira eLobos

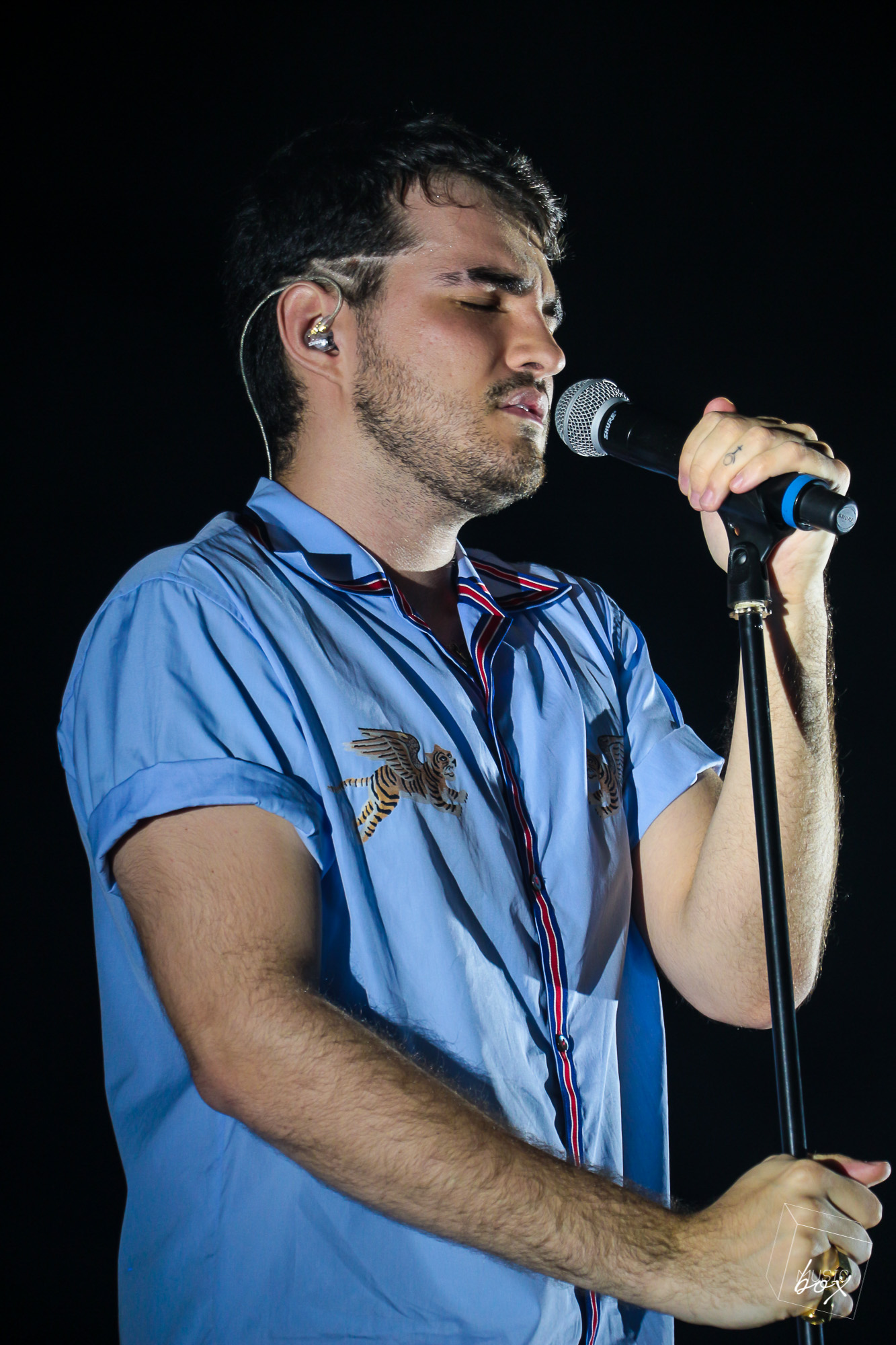
Jão se apresentando na Turnê Lobos em outubro de 2018.

Jão começou a postar vídeos no YouTube dele cantando covers de canções populares em 2016. Eles chamaram a atenção dos produtores musicais brasileiros Pedro Dash e Marcelinho Ferraz. Jão assinou contrato com a Head Media, selo da Universal Music Group. Em novembro de 2016, Jão lançou seu single de estreia, "Dança pra Mim", com Pedrowl. Em fevereiro de 2017, Jão participou do remix de "Medo Bobo". Em outubro de 2017, Jão lançou os singles "Ressaca" e "Álcool". Seus videoclipes foram dirigidos por Gabriel Dietrich. Em dezembro de 2017, Jão participou de "Só Love", canção de Seakret e Buchecha. Em janeiro de 2018, Jão lançou um EP com 4 remixes de Zebu, Goldcash, E-Cologyk e Seakret para "Ressaca".
Em 17 de janeiro de 2018, Jão lançou "Imaturo". Um videoclipe para a canção dirigido por Pedro Tófani foi lançado em 23 de janeiro. A canção alcançou o primeiro lugar da lista Viral Brasil do Spotify. No Brasil, a canção recebeu certificado de diamante. Em fevereiro de 2018, Jão apareceu em Collab, projeto da banda Jota Quest, na faixa "Amor Maior". Em junho de 2018, Jão lançou seu primeiro EP intitulado Primeiro Acústico. Em 14 de agosto de 2018, Jão lançou "Vou Morrer Sozinho" como primeiro single de seu álbum de estreia Lobos.
Lobos foi lançado em 17 de agosto de 2018. Em 13 de dezembro, "Me Beija com Raiva" foi lançada como segundo e último single do álbum. A Turnê Lobos durou de setembro de 2018 a junho de 2019. No MTV Millennial Awards 2018, Jão venceu na categoria #Prestatenção. No Prêmio Jovem Brasileiro 2018, Jão foi indicado em Melhor Cantor. Rolling Stone Brasil colocou Lobos no número 49 em sua lista de "os 50 melhores discos nacionais de 2018", escrevendo: "O pop nacional está muitíssimo bem servido. Com Lobos, Jão sofre de amor enquanto desliza sobre beats, sintetizadores e bases que convidam à dança - e fazem os olhos se encherem de lágrimas".

### 2019–2020:Anti-Herói

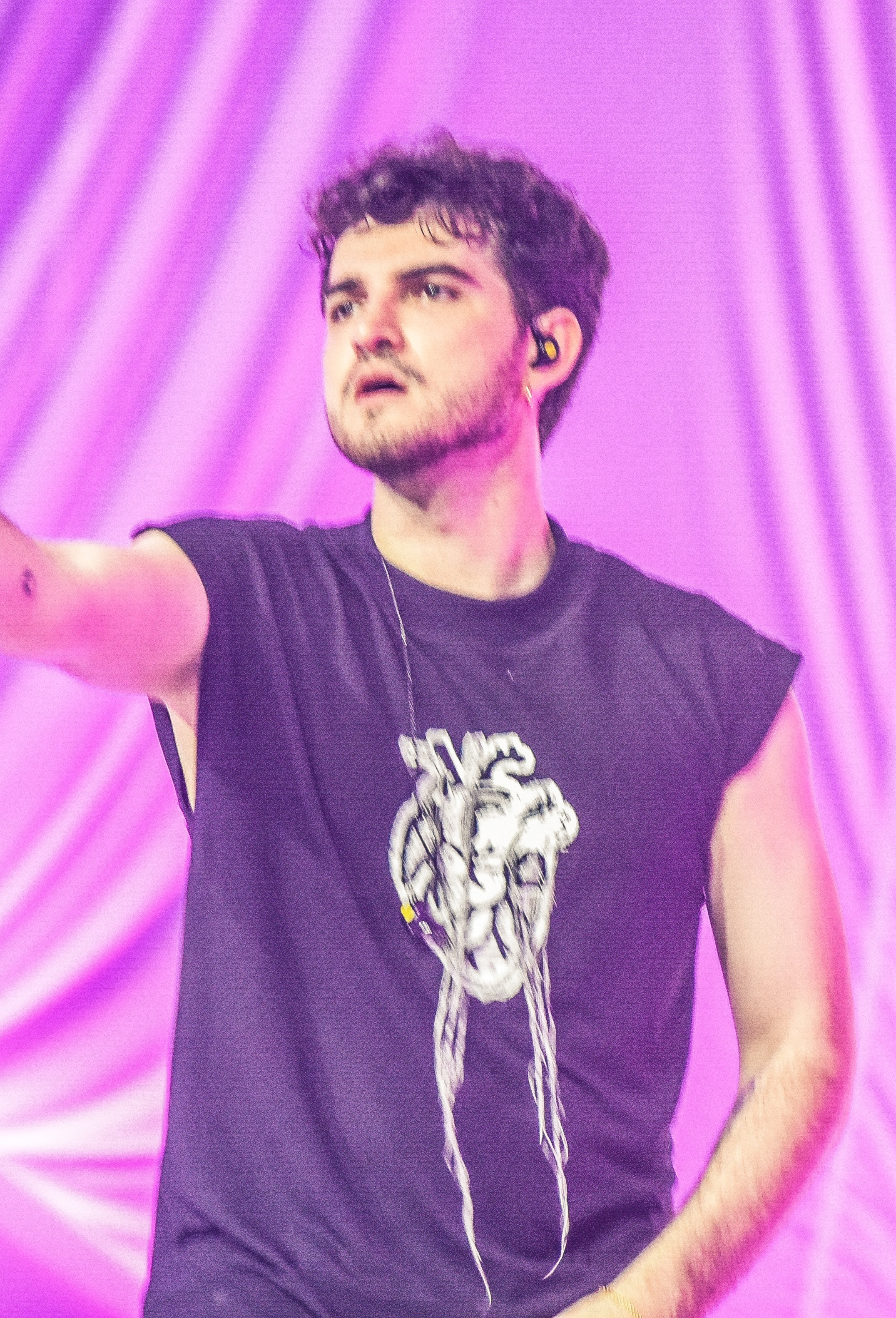
Jão se apresentando na Turnê Anti-Herói em 2019.

Em fevereiro de 2019, Jão afirmou que lançaria seu segundo álbum naquele ano. Em abril de 2019, Jão e Malía lançaram "Dilema" de Escuta, álbum de estreia de Malía. Em maio de 2019, Jão participou de "A Boba Fui Eu", uma canção do álbum ao vivo e terceiro álbum de estúdio de Ludmilla, Hello Mundo. No mesmo mês, ele participou da canção "Andar Sozinho" do segundo álbum de Lagum, Coisas da Geração. Em junho de 2019, Jão apareceu no São João da Thay, organizado pela influenciadora digital brasileira Thaynara OG. No mesmo mês, ele lançou um projeto audiovisual da Turnê Lobos. Jão foi indicado para duas categorias no MTV Millennial Awards 2019, ou seja, Arrasa no Style, e seu single "Me Beija com Raiva" sendo indicado para Clipe do Ano.
Em julho de 2019, Jão lançou o single "Louquinho", inicialmente destinado como o primeiro single de seu segundo álbum. Jão revelou oficialmente o título de seu segundo álbum de estúdio, Anti-Herói, em outubro de 2019. No mesmo mês, Jão lançou "Enquanto Me Beija" como primeiro single do álbum. Anti-Herói foi lançado em 10 de outubro de 2019. No Prêmio Multishow de Música Brasileira 2019, Jão foi indicado em Fiat Argo Experimente. Em novembro de 2019, "Essa Eu Fiz pro Nosso Amor" foi lançada como segundo single do álbum. No Prêmio Contigo! Online 2019, Jão foi indicado em Revelação Musical.
A Turnê Anti-Herói durou de outubro de 2019 a fevereiro de 2020. Em abril de 2020, Jão se apresentou em um show ao vivo no YouTube, onde cantou várias canções. Em maio de 2020, Jão e Ivete Sangalo lançaram "Me Liga". Em junho de 2020, Jão participou de "Dúvida", canção do quarto álbum de estúdio de Vitor Kley, A Bolha. Em julho de 2020, Jão lançou um álbum ao vivo, Turnê Anti-Herói (Ao Vivo). Em setembro de 2020, Jão se apresentou no Menos30 Fest, projeto organizado pela Globo para promover educação empreendedora. Em novembro, Jão apresentou um tributo ao cantor brasileiro Cazuza no Prêmio Multishow de Música Brasileira 2020. Jão também apresentou "Vou Morrer Sozinho" e "Essa Eu Fiz pro Nosso Amor".

### 2021–2022:Pirata

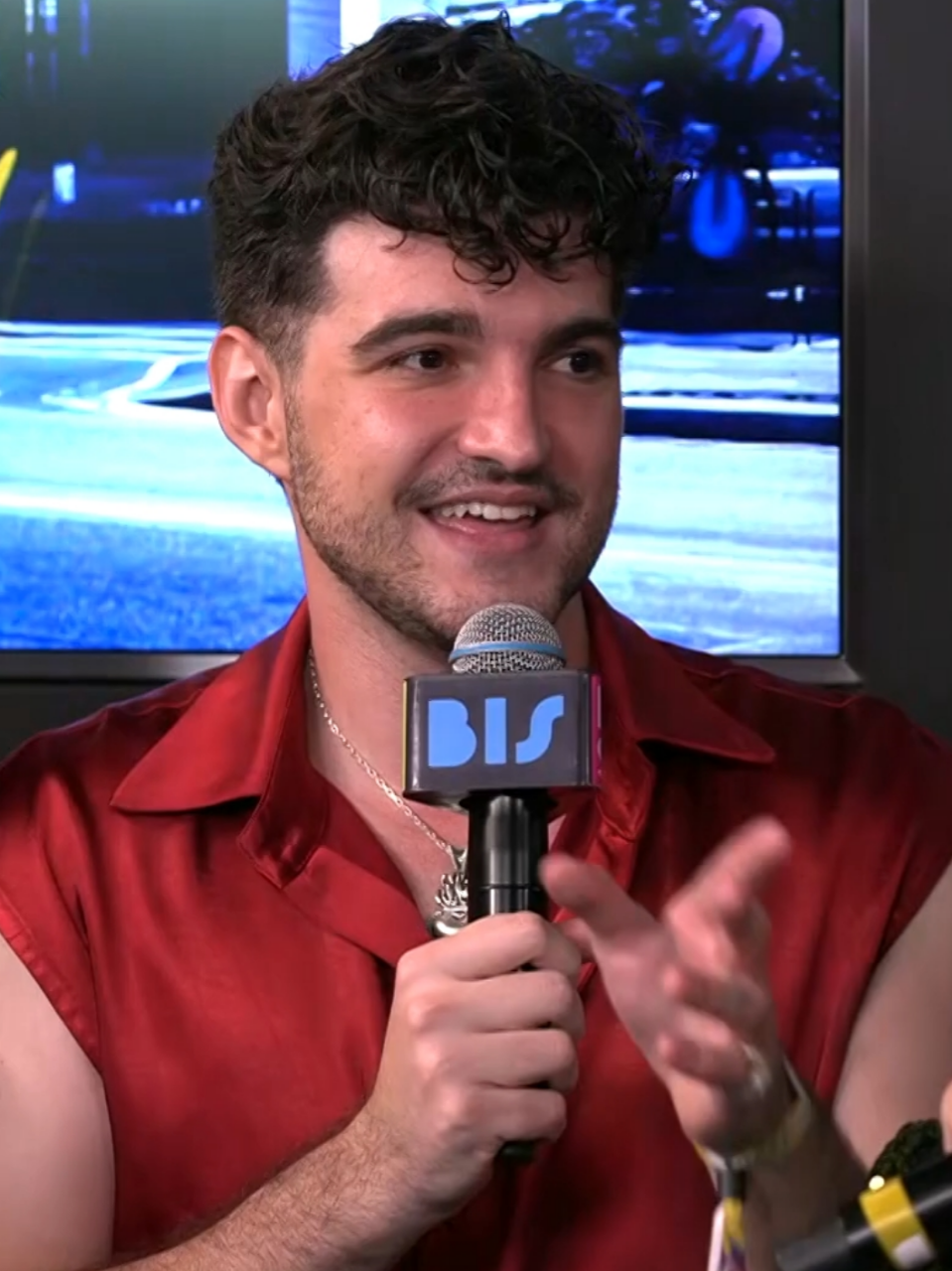
Jão no Lollapalooza Brasil em março de 2022

Em 24 de fevereiro de 2021, Jão lançou "Coringa" como o primeiro single de seu terceiro álbum de estúdio Pirata. Uma semana depois, ele lançou "Amor Pirata" como single promocional. Pirata foi lançado em 19 de outubro de 2021. O segundo single do álbum, "Não Te Amo", foi lançado em conjunto com o álbum. Em 2 de novembro de 2021, Luísa Sonza e Jão lançaram "Fugitivos :)", canção do segundo álbum de estúdio de Sonza, Doce 22. Em 16 de novembro, Jão se apresentou em um show ao vivo no TikTok, onde cantou várias canções de Pirata, bem como alguns singles anteriores, como "Me Beija com Raiva", "Imaturo", e "Essa Eu Fiz pro Nosso Amor". Em 9 de fevereiro de 2022, "Idiota" foi lançada como terceiro single de Pirata, com um vídeo musical de acompanhamento dirigido por Pedro Tófani.
Em apoio a Pirata, ele embarcou em sua Turnê Pirata, que começou em março de 2022 com duas apresentações no Vivo Rio. No dia 5 de abril de 2022, ele foi o ato de abertura do show da banda estadunidense Maroon 5, no Allianz Parque, tocando para mais de 45 mil pessoas. Esta foi a primeira vez em que ele se apresentou em um estádio. Marcando a era, Jão fez grandes shows em palcos de festivais renomados como o 'Lolapalooza' e o 'Rock in Rio', sempre com grandes estruturas. Em dezembro, Jão encerrou a turnê com um show gratuito em São Paulo que reuniu mais de 50 mil pessoas.

### 2023–presente:SupereSupernova

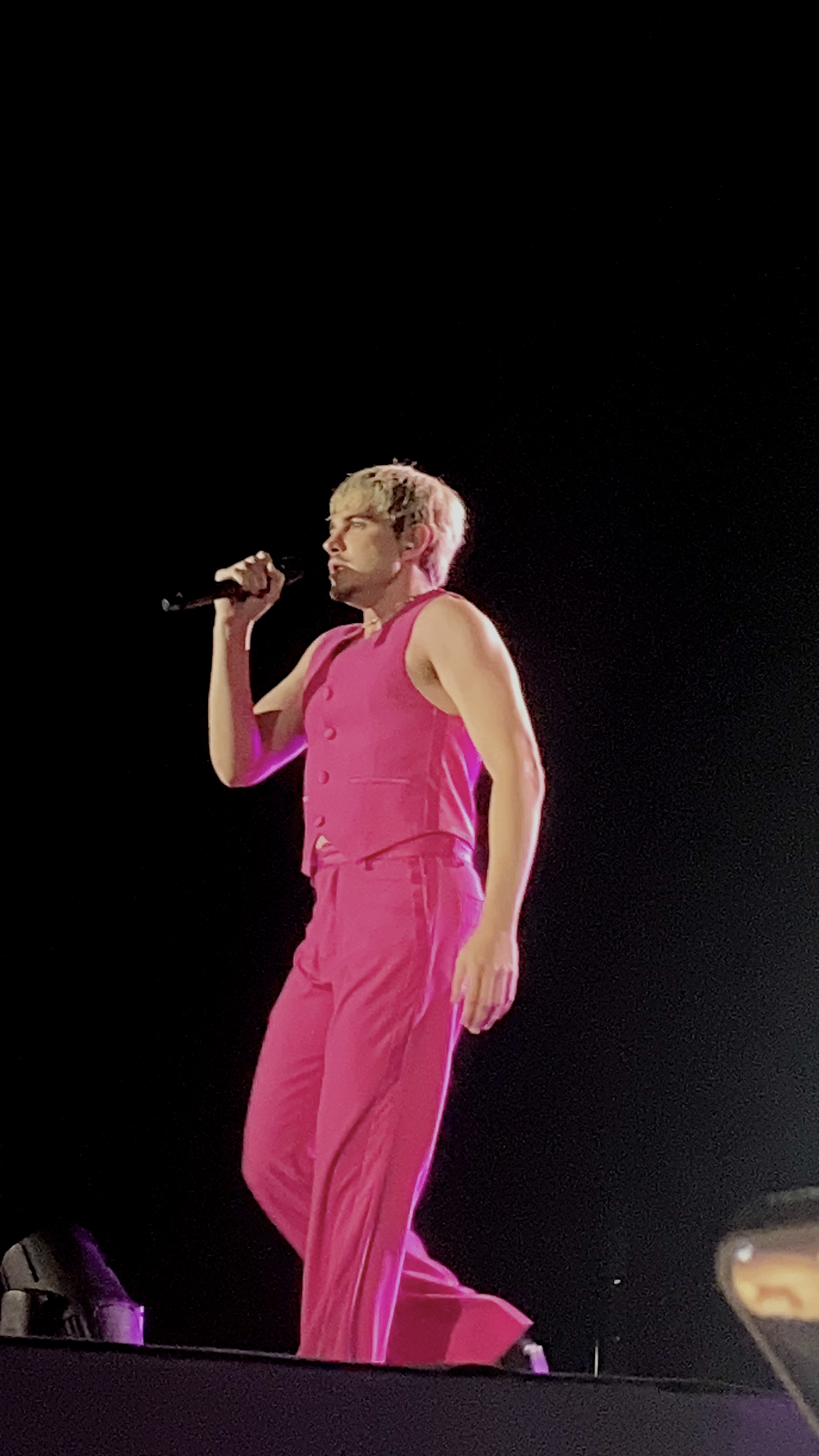
Jão na SuperTurnê em 2024

Jão e Anitta lançaram em 12 de março de 2023 a canção "Pilantra". Alguns meses depois, anunciou um tempo nas redes sociais para focar em seu futuro quarto álbum e mostrando o visual loiro para iniciar a divulgação. Em 8 de agosto, o cantor fez um blackout em sua conta no Instagram arquivando todas as fotos e deixando apenas os posts de anúncio de seus 3 álbuns anteriores; além de alterar a foto de perfil em todas as redes sociais para uma foto vermelha e anunciar na biografia de cada uma que "o álbum está pronto". Na carta de anúncio, Jão citou que "Esse é um álbum finamente pensado para ser gritado ao vivo, nos maiores palcos do país. Juntos". O quarto álbum de estúdio, Super, foi anunciado no mesmo dia com uma audição marcada para 13 de agosto no Ginásio do Ibirapuera, um dia antes do lançamento, com venda de ingressos limitados. Durante a audição, Jão anunciou oficialmente sua quarta turnê, a SuperTurnê, cujo primeiro show da turnê aconteceu no dia 20 de janeiro de 2024, no Allianz Parque, em São Paulo.
O álbum completo veio em 14 de agosto de 2023 junto com o primeiro single "Me Lambe", quebrando o recorde de álbum mais reproduzido do Spotify Brasil, recorde esse pertecente à cantora Taylor Swift e o álbum Midnights; posteriormente o recorde foi conquistado por Luísa Sonza e o álbum Escândalo Íntimo. Dois dias após, o cantor anunciou as primeiras datas da turnê em 16 de agosto de 2023. Ingressos começaram a ser vendidos em 17 de agosto. Devido aos ingressos esgotados no mesmo dia pela grande demanda, uma data extra foi anunciada para São Paulo, em 21 de janeiro.
No dia 20 de janeiro de 2024, Jão estreiou a 'SuperTurnê' no Allianz Parque para mais de 50 mil pessoas em um show que visitou todas as suas "eras". Cada um de seus álbuns representa um elemento da natureza, sendo: Lobos a terra, Anti-Herói o ar, Pirata a água e Super o fogo. O cantor realizou um grande espetáculo, dividido em quatro atos, com uma das maiores estruturas de palco já vistas em solo brasileiro, se consolidando cada vez mais como um dos maiores artistas do cenário nacional. A estrutura do palco no Allianz Parque contou com quatro torres de efeitos especiais, um prédio de 30 metros de altura e uma passarela de 60 metros de comprimento. Foram distribuídas ao público pulseiras de led que piscam conforme as músicas. O segundo da 'SuperTurnê', 21 de janeiro de 2024, ainda no Allianz, foi transmitido ao vivo para todo o país pela Multishow e pelo Globoplay.
Os figurinos utilizados por Jão na 'SuperTurnê' também chamaram a atenção do público e da mídia por enaltecerem a carreira do cantor e a moda brasileira, como disse Maika Mano, figurinista da turnê. "A ideia foi mostrar, através do styling, que você pode ser quem você é. O Jão traz esse discurso e essa consciência desde o início da sua carreira, principalmente na sua relação com os fãs. Então, através dos looks, contamos que o Jão estava sendo quem ele é, com todas as suas camadas, com toda a evolução que ele teve até aqui".
Em 11 de junho de 2024, Jão relançou o álbum Super como Supernova com 7 faixas inéditas e a versão estendida de "Locadora". Em 5 de novembro de 2024, Jão anunciou sua primeira turnê promocional, Especial de Natal, com 8 shows pelo Brasil entre os dias 29 de novembro e 22 de dezembro de 2024.

## Vida pessoal
Em novembro de 2020, durante uma entrevista para a Revista Quem, o artista revelou que não se rotula: "Nunca senti uma necessidade de restringir o gênero da pessoa com qual eu fosse me relacionar ou escolher um nome para isso. [...] Minha sexualidade não está aberta a debate nesse sentido, de 'ser isso ou aquilo'". Em agosto de 2021, revelou ser bissexual.
Jão conheceu o diretor criativo Pedro Tófani na Escola de Comunicações e Artes da Universidade de São Paulo em 2013. Os dois namoraram entre 2014 e 2019. O casal voltou a se relacionar no começo de 2022. Assumiram publicamente o relacionamento apenas em 2024 em um show realizado no Allianz Parque, em São Paulo.

## Discografia
- Lobos (2018)
- Anti-Herói (2019)
- Pirata (2021)
- Super (2023)

## Turnês
Oficiais
- Turnê Lobos (2018–2019)
- Turnê Anti-Herói (2019–2020)
- Turnê Pirata (2022)
- SuperTurnê (2024–2025)

Promocionais
- Especial de Natal (2024)[90]